# Śakti

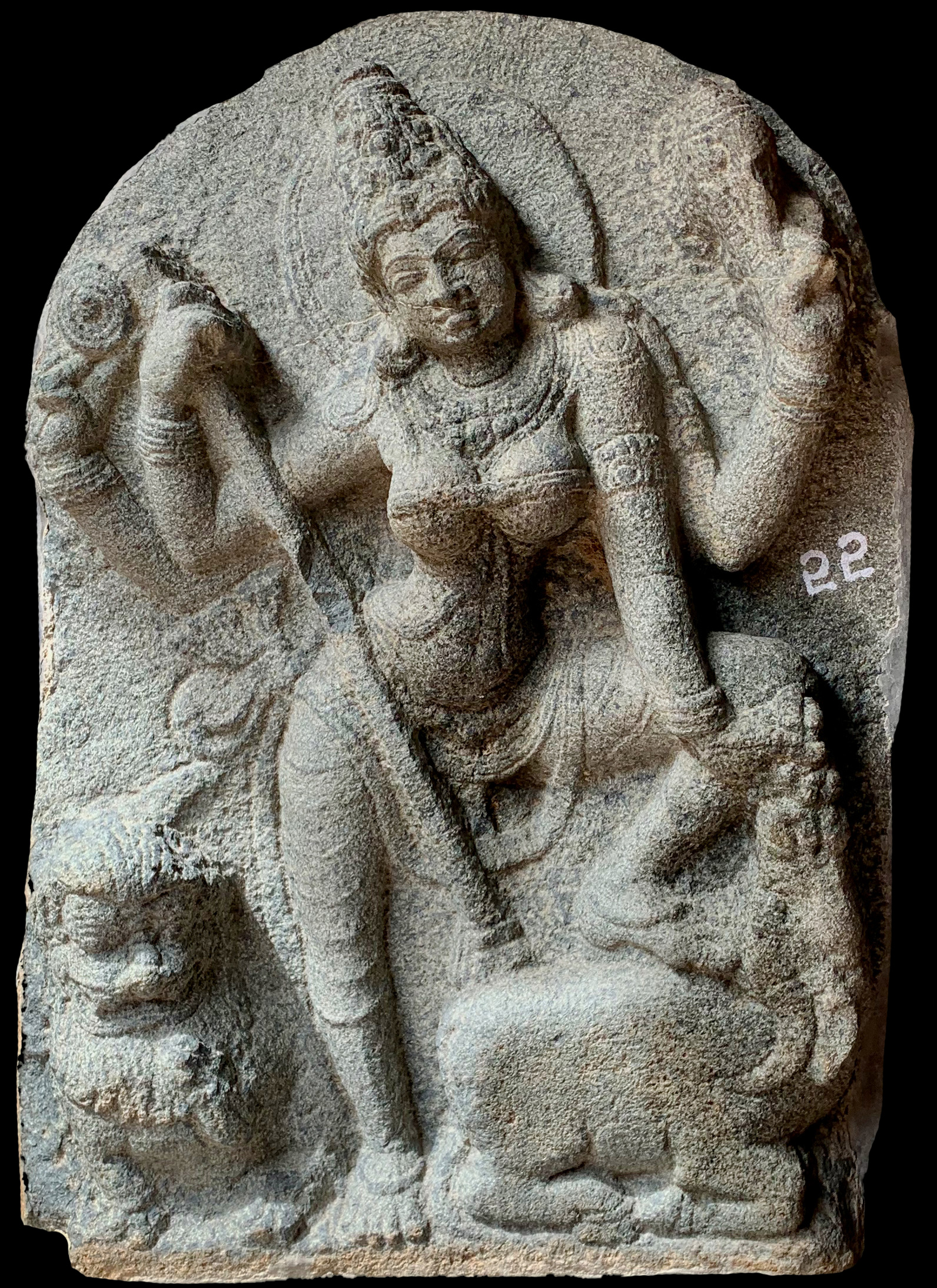

Come termine, śakti (devanāgarī शक्ति, IAST śakti, «energia», «potenza») indica, nell'Induismo, il potere di una Dea di dare luogo al mondo fenomenico e al piano cosciente della creazione, la Sua capacità creativa immanente; come nome proprio, Śakti indica l'Energia divina femminile personificata. Un'energia tutt'altro che accomodante e sottomissiva, piuttosto difensiva e aggressiva.

## Elementi storici

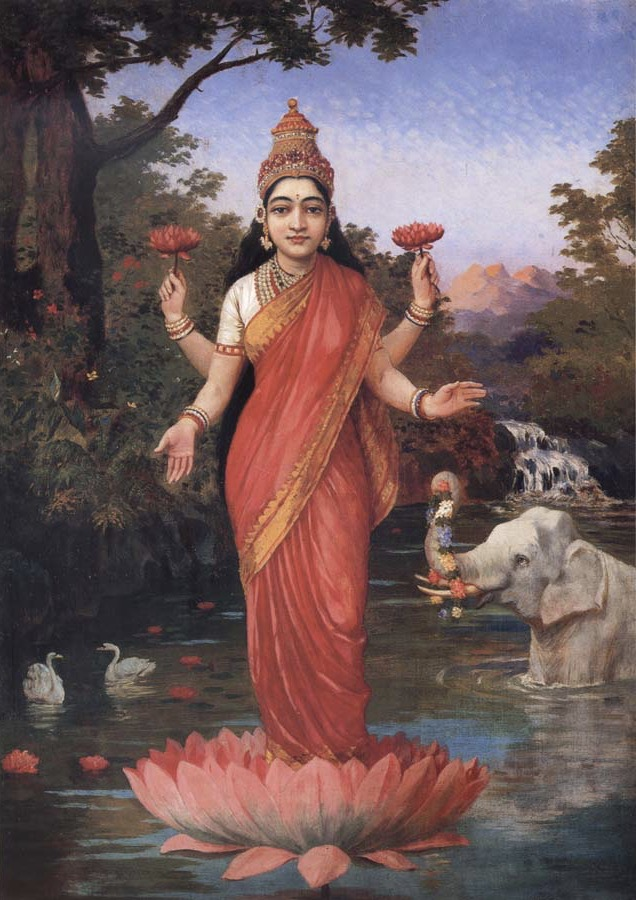
La Dea Lakṣmī, uno degli aspetti di Śakti, compagna di Visnù

Quale energia personificata, Śakti già compare nei Veda come compagna di Indra, il Re del cielo. È la dea minore Śacī, che come termine vuol appunto dire "potenza", nota anche come Indrāṇī ("consorte di Indra"). Ma il ruolo di questa dea è minimo, menzionata in tre inni, il 10.86, il 10.159 e il 3.53.6.
Nella Śvetāśvatara Upaniṣad (quindi successivamente, nel periodo post-vedico) Śakti è presentata come potere supremo: senza Śakti gli Dèi sono inattivi, è Śakti che continuamente trasforma tutti gli elementi dell'universo, rappresentando quindi l'energia del cosmo.
(Śvetāśvatara Upaniṣad IV, 1; citato in Upaniṣad antiche e medie, a cura e traduzione di Pio Filippani-Ronconi, riveduta a cura di Antonella Serena Comba, Universale Bollati Boringhieri, Torino, 2007.)
Si assiste quindi, per quanto riguarda quest'aspetto, a un rovesciamento dei valori tipici delle culture vedica e brahmanica, culture dove il ruolo della Dea, e della donna in generale, è un ruolo subalterno, non essenziale. Quale sia stato il percorso che ha portato la Dea da semplice compagna del Dio a diventare Energia Cosmica, o Realtà Suprema in alcune sette anche di larga diffusione, non è possibile ricostruire. È però ipotizzabile che culti locali, specie nelle caste basse, già esistessero prima o durante l'epoca vedica, che questi culti siano poi cresciuti fino a essere inglobati, parzialmente, nell'ortoprassi hindu.

## Laśaktie le dee
Nel corso dei secoli la personificazione della śakti ha trovato concretizzazione nel culto di numerose divinità femminili, le Devī (culti e dee che in alcuni aspetti sembrano anche antecedenti al periodo vedico). Tali movimenti devozionali sono, in parte, successivamente confluiti nello Śaktismo, dove la Dea è venerata quale Essere Supremo.
Il culto della Dea non è però esclusivo dei soli movimenti śākta: quasi tutti gli hindu sono devoti a una Dea, soprattutto nei villaggi. Lo Śaktismo, sia nelle forme tantriche che non, è attualmente un movimento religioso di vasta diffusione, anche al di fuori del continente asiatico.

## Laśaktie la donna
Nei culti tantrici si ritiene che ogni donna sia pervasa dalla śakti, possegga cioè quell'energia divina che rende possibile le trasformazioni nel cosmo, risultando così più potente dell'uomo. Conseguenza di ciò è che la donna è considerata un "messaggero" del divino, una "via" di accesso all'unione con Dio, o alla beatitudine (ānanda), o comunque a uno stato di coscienza superiore (samādhi): rispetto alla cultura brahmanica, la donna gode qui di uno status superiore. Alcuni riti tantrici prevedono l'unione sessuale (maithuna) fra l'uomo e la donna (simbolica o reale a seconda dei culti), che è quindi intesa come pratica spirituale, replica dell'unione cosmica fra il Dio e la Dea, fra Śiva e Śakti, nelle tradizioni śaiva; o fra Kṛṣṇa e Rādhā in alcune tradizioni vaiṣṇava.